# 자연단위계
자연단위계(natural unit)는 물리학에서 보편적인 물리 상수만이 상수를 정의하는 데 사용되는 물리적 측정 단위이며, 이러한 각 상수는 일관된 양의 단위로 작용한다. 예를 들어, 기본 전하 e는 전하의 자연 단위로 사용될 수 있고, 광속 c는 속도의 자연 단위로 사용될 수 있다. 순전히 자연적인 단위계는 정의된 모든 단위를 가지고 있으므로 각 단위는 물리적 상수를 정의하는 거듭제곱의 곱으로 표현될 수 있다.
무차원화를 통해 물리 법칙의 수학적 표현에서 정의 상수를 생략할 수 있도록 물리량을 재정의할 수 있으며, 이는 명백히 단순하다는 이점이 있지만 차원 분석을 위한 정보 손실로 인해 정확도를 잃을 수 있다.

## 같이 보기
- 차원 해석
- 무차원 물리 상수
- 국제단위계
- 물리 상수
- 플랑크 단위계
- 측정 단위